# Repubblica Sovietica Ungherese
La Repubblica Sovietica Ungherese (in ungherese Magyarországi Tanácsköztársaság), anche detta Repubblica dei Consigli d'Ungheria (Magyarországi Szocialista Szövetséges Tanácsköztársaság), è stata la forma di governo dell'Ungheria dal 21 marzo 1919 fino al 1º agosto dello stesso anno e succedette alla Repubblica Democratica di Ungheria. Il capo del governo era il socialdemocratico Sándor Garbai, ma ben più forte fu l'influenza del ministro degli esteri, il comunista Béla Kun. Incapace di raggiungere un accordo con la Triplice intesa pur mantenendo il blocco economico dell'Ungheria, tormentata dai paesi vicini per controversie territoriali e investita da un profondo cambiamento sociale interno, la repubblica fallì nei suoi obiettivi e fu abolita dopo pochi mesi dalla sua esistenza.
La presentazione della nota Vyx portò alla caduta del governo Károlyi, ormai scevro di un sostegno significativo, e alla proclamazione della Repubblica Sovietica il giorno successivo, 21 marzo 1919. La sua figura principale era il comunista Béla Kun, nonostante il fatto che la maggioranza del nuovo governo fosse socialista. Apparentemente democratico, il nuovo sistema concentrava effettivamente il potere nel nuovo consiglio direttivo, che lo esercitava in modo autoritario a nome, in teoria, della classe operaia.
Il nuovo regime non riuscì a raggiungere un accordo con l'Intesa che avrebbe portato alla revoca del blocco economico, al miglioramento dell'assetto dei nuovi confini o al riconoscimento del nuovo governo da parte delle potenze vittoriose della prima guerra mondiale. L'esercito fu riorganizzato e si tentò di recuperare i territori perduti per mano dei paesi vicini, obiettivo che suscitò ampio sostegno da parte di tutte le classi sociali, non solo di quelle più favorevoli al neonato regime. Da parte loro, i paesi vicini usarono la lotta contro il comunismo, prima contro il governo di Károlyi e poi contro la repubblica sovietica, come giustificazione delle loro ambizioni espansionistiche. All'inizio, grazie al sostegno per ragioni patriottiche degli ufficiali conservatori, le forze repubblicane avanzarono contro i cecoslovacchi in Slovacchia, dopo aver subito una sconfitta a est per mano dell'esercito romeno alla fine di aprile, che portò a una ritirata sulle rive del Tibisco. A metà giugno fu proclamata la nascita della Repubblica Sovietica Slovacca, che durò due settimane, fino al ritiro magiaro su richiesta dell'Intesa. Il 20 luglio la repubblica scagliò un nuovo attacco alle postazioni rumene. Dopo alcuni giorni di anticipo, i rumeni riuscirono a fermare l'offensiva, a sfondare il fronte e a raggiungere la capitale ungherese, pochi giorni dopo la fine della repubblica sovietica, abolita il 1º agosto.
I capi di governo ungheresi applicarono misure dottrinali sia in politica estera che interna che gli fecero perdere il favore della maggioranza della popolazione. Il tentativo del nuovo esecutivo di cambiare profondamente lo stile di vita e il sistema di valori della popolazione si rivelò un clamoroso fallimento: lo sforzo di convertire l'Ungheria che ancora presentava degli strascichi del periodo asburgico in una società marxista non ebbe successo a causa di una serie di elementi, ovvero mancanza di tempo, di personale amministrativo e organizzativo esperto, nonché inesperienza, sia politica che economica, in alcune delle attività di manovra. Il tentativo di ottenere le simpatie dei contadini incontrò l'indifferenza generale, poiché incoraggiare la produzione agricola e rifornire allo stesso tempo le città non risultava un processo che si poteva completare in un arco di tempo breve. Dopo il ritiro della Slovacchia, si ordinò l'applicazione di alcune misure volte a riguadagnare sostegno popolare, senza grosso successo: in particolare, si abrogò il divieto di vendita di bevande alcoliche, si pianificò la consegna di alcuni appezzamenti a contadini senza terra e si eseguirono dei tentativi per migliorare la situazione monetaria e l'approvvigionamento alimentare. Incapace però di applicarle, tra giugno e luglio la repubblica aveva già perso l'appoggio della maggioranza della popolazione, il che portò, insieme alle sconfitte militari, alla sua inesorabile rovina.
Al fallimento della riforma interna si aggiunse quello della politica estera: l'isolamento politico ed economico dell'Intesa, l'insuccesso militare di fronte ai paesi vicini e l'impossibilità di congiungere le forze con le unità dell'Armata Rossa contribuirono al crollo della repubblica sovietica. Al governo social-comunista ne successe uno esclusivamente socialista il 1º agosto; gli esponenti politici lasciarono Budapest recandosi all'estero, mentre il potere tornava nelle mani dell'aristocrazia feudale e nazionalista, che lo aveva detenuto nel secolo precedente.

## Antefatti

### Fine dell'impero e fondazione della repubblica popolare

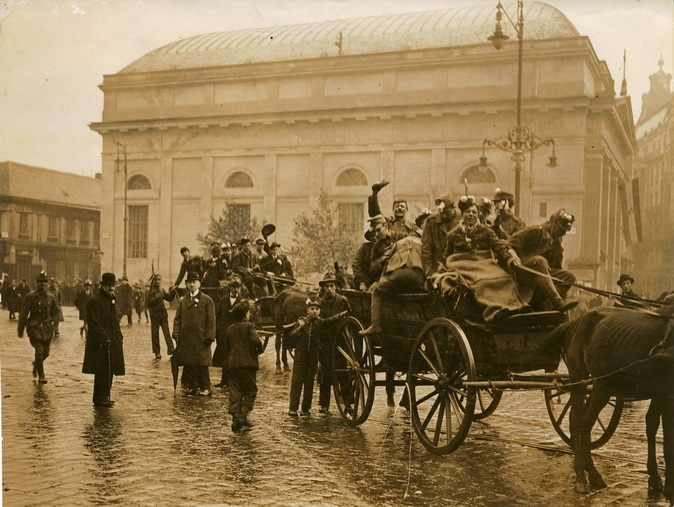
Budapest durante la rivoluzione dei crisantemi, cui seguì un nuovo governo che poco dopo proclamò l'istituzione della Repubblica Democratica

Dopo la sconfitta dell'Impero austro-ungarico nella prima guerra mondiale, il movimento rivoluzionario delle masse composto da operai, soldati e contadini si diffuse in modo tale che la polizia e alcune unità dell'esercito giunsero a sostenerlo. Il trionfo di questa rivoluzione, detta dei crisantemi, portò alla nomina di Mihály Károlyi come primo ministro con il sostegno del Consiglio nazionale formato dal Partito socialdemocratico (PSD), dal radicale civico nazionale e dal gruppo di Károlyi del 31 ottobre. Dopo aver insistito ripetutamente, il rappresentante dell'imperatore in Ungheria, l'arciduca Giuseppe d'Asburgo, si convinse ad accettare la proclamazione della repubblica, invocando poi la costituzione di un Consiglio nazionale. Il nuovo esecutivo, tuttavia, non si dimostrò in grado di risolvere i gravi problemi del paese, tra cui l'aumento della disoccupazione, l'alta inflazione e la carestia nelle città; neanche la tanto attesa riforma agraria andò in porto. Nonostante lo scioglimento del vecchio Parlamento e la proclamazione del suffragio universale, non si tennero nuove elezioni.

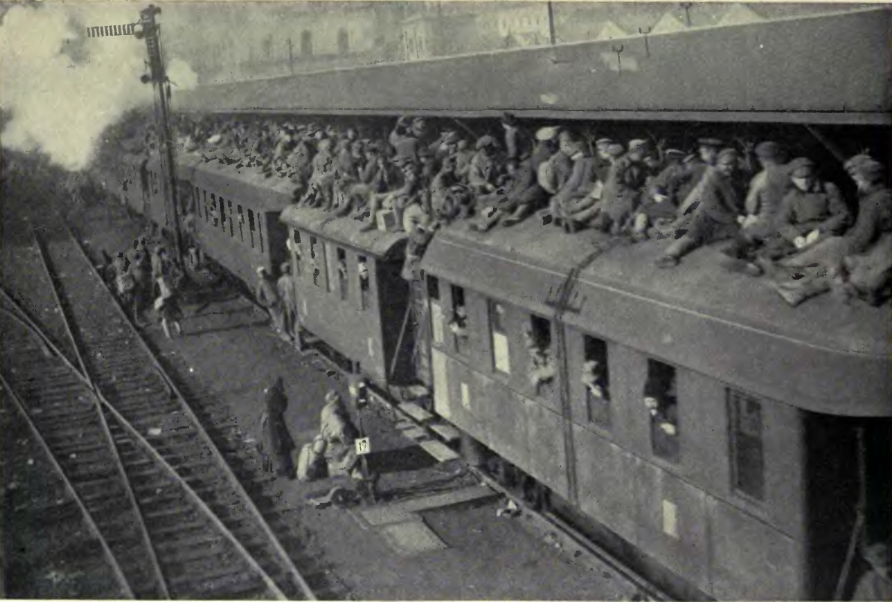
Ritorno dei soldati dal fronte. La nuova repubblica democratica dovette affrontare la smobilitazione di centinaia di migliaia di uomini nel mezzo di una grave situazione economica

Il 16 novembre 1918, la Repubblica d'Ungheria fu proclamata con Károlyi come presidente ad interim. Questi interruppe la precedente amministrazione e disorganizzò l'esercito, spingendo il governo a fare affidamento sui sindacati per impedire la diffusione del caos nel paese. Allo stesso tempo, si dovettero fare i conti con i vari consigli, composti da nazionalisti, operai e soldati o contadini, che proliferarono in tale contesto. Entro la metà del mese, si riportò parzialmente l'ordine attraverso la promessa di una riforma agraria, che calmò le campagne, e la parziale smobilitazione di oltre un milione di soldati, sebbene si dovette mantenere un numero notevole nelle guarnigioni urbane per evitare la loro radicalizzazione: questi soldati non avevano un impiego e mezzi di sussistenza al di fuori delle forze armate. Di fronte a gravi problemi e vecchie rivendicazioni popolari che non si potevano soddisfare nella situazione di crisi del dopoguerra, il Consiglio dei ministri convisse con crescenti proteste, alimentate dai comunisti, che denunciavano il mantenimento delle disuguaglianze nel paese e incoraggiavano le masse contadine e operaie ad assumere il potere.

### Fondazione e crescita del Partito Comunista Ungherese

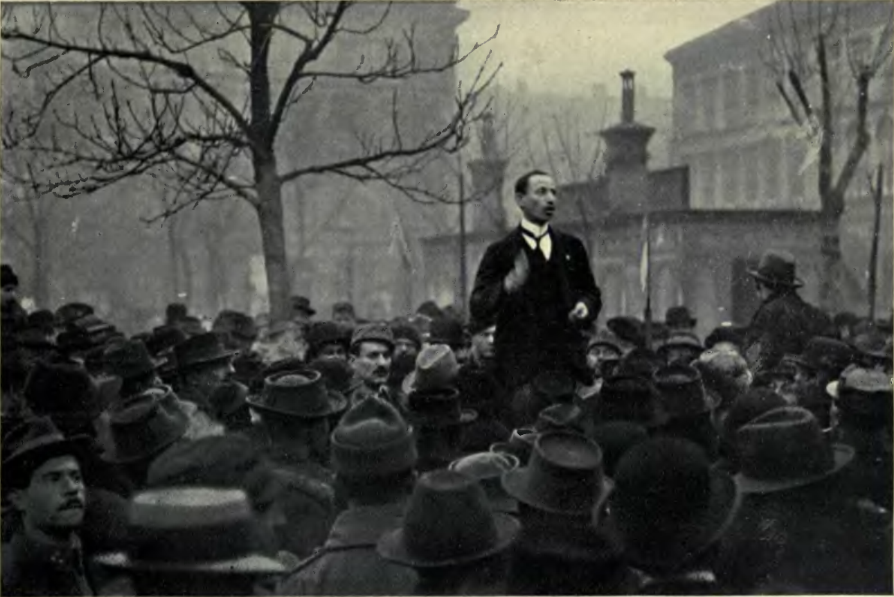
Oratore comunista si esibisce durante il periodo di esistenza della repubblica democratica. La polarizzazione politica che portò all'ascesa dei comunisti ungheresi era dovuta all'incapacità del governo di migliorare la situazione politica ed economica del dopoguerra

Il 24 novembre 1918, Béla Kun, insieme ai socialdemocratici di sinistra e ai socialisti rivoluzionari, fondò il movimento di ispirazione marxista-leninista noto come Partito Comunista Ungherese (Magyar Kommunista Párt, in acronimo MKP). In principio di piccole dimensioni, il partito riunì presto la sinistra oppositrice alla coalizione di governo social-liberale: poiché insoddisfatto dei risultati della prima rivoluzione, il partito tentò di smuovere il proletariato ungherese per scatenarne una seconda che avrebbe gettato le basi di un sistema socialista. Il quotidiano di riferimento del MKP era il Vörös Ujság (Il giornale rosso), apparso all'inizio di dicembre chiedendo una rivoluzione socialista e rifiutando l'istituzione di un'assemblea costituente e di una democrazia borghese. In contemporanea, si cercò di ottenere il sostegno delle nuove unità militari che il governo di Károlyi provò a formare, ma si incontrò l'apatia degli operai e dei contadini, che percepivano le riforme insufficienti per imbracciare con sicurezza nuovamente le armi. Temendo che una guardia rossa sarebbe passata sotto il controllo del consiglio militare di Budapest, guidato dai socialisti, l'MKP decise di rifornire direttamente i suoi sostenitori grazie all'acquisto clandestino di armi consegnate dalle forze tedesche in ritirata ai sensi dell'armistizio di Belgrado. Il successo dei comunisti nei loro tentativi di attirare i soldati rese la presa del potere a marzo praticamente incruenta e la maggior parte delle unità non ostacolò la costituzione del nuovo governo. L'agitazione comunista non si limitò ai soldati, estendendosi altresì agli operai, alle minoranze e persino alle truppe dell'Intesa.
Entro la fine del 1918 e l'inizio del 1919, l'effervescenza e le simpatie rivoluzionarie si polarizzarono verso sinistra, tanto che il numero dei sostenitori dell'MKP aumentò esponenzialmente. Durante la seconda metà di dicembre, socialisti e comunisti iniziarono a contestare il dominio dei sindacati; il gran numero di disoccupati, soldati smobilitati e sottufficiali, e l'enorme aumento dei lavoratori sindacalizzati (mezzo milione nel 1918) favorirono ancor di più la capillare diffusione di esponenti comunisti. A dicembre, il governo provò inutilmente a prendere il controllo delle unità militari dai consigli militari della capitale, che aveva dovuto legalmente riconoscere pochi giorni prima; questi erano dominati dai socialisti vicini a József Pogány. Il 12, una manifestazione di 8.000 soldati armati permise la rimozione del ministro della Difesa che aveva ordinato la manovra fallita.

### Sommosse popolari e paralisi governativa

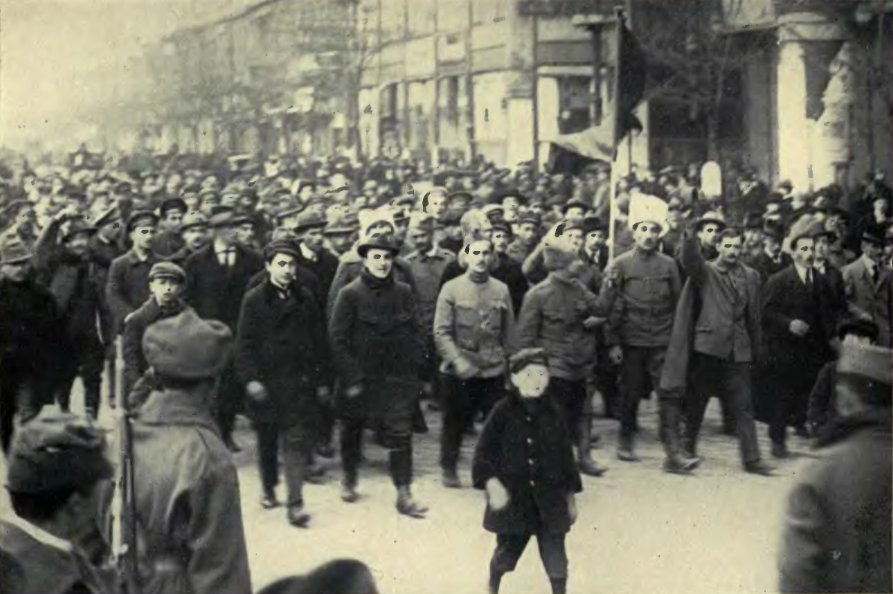
Manifestazione a Budapest alla fine del 1918. Le proteste si moltiplicano nella capitale, alimentate dal Partito Comunista

La situazione politica ed economica critica nel paese, senza l'aiuto dell'Intesa, portò Károlyi a costringerlo alle dimissioni dalla presidenza del governo nel gennaio 1919 e ad assumere quella della Repubblica. I settori più conservatori del partito di Károlyi e della sinistra radicale il Consiglio dei ministri e le due formazioni subirono scissioni. Dopo una grave crisi di governo a metà del mese in cui una parte dei socialisti minacciava di lasciarlo per indebolire la fazione comunista e le formazioni borghesi si rifiutavano di governare da sole, fu formato un nuovo gabinetto di coalizione con un maggior numero di ministri socialisti. Il nuovo leader, Dénes Berinkey, di provenienza socialdemocratica, promise delle riforme, ma ciò non soddisfò i soviet; il 13 dicembre, il consiglio operaio della capitale il presidente discusse della riforma agraria, trovando però degli ostacoli che resero l'iter legislativo tardivo e lento. All'inizio di gennaio, temendo l'influenza dei comunisti, il comando alleato a Budapest probabilmente suggerì l'arresto dei rappresentanti russi della Croce Rossa, una delle loro fonti di finanziamento. Nello stesso mese, gli operai presero il controllo di alcune fabbriche come rivendicato dai comunisti, davanti all'impotenza del governo e dei socialisti moderati. Nel nord, il governo represse la rivolta mineraria di Salgátarján, fondamentale per rifornire le fabbriche e le ferrovie; si verificò un centinaio di morti nella ribellione alimentata dall'MKP. Alla fine di gennaio, i socialisti, nonostante le proteste della loro corrente radicale, decisero di espellere i comunisti dal consiglio operaio della capitale e dai sindacati, sebbene il provvedimento avesse avuto scarso effetto. Il governo dispose la perquisizione della sede comunista e della sua tipografia, dove requisì tra l'altro le copie del quotidiano di riferimento.
A febbraio, è stato stimato che i simpatizzanti comunisti si attestassero tra i 30.000 e i 50.000 membri. La ramificazione di attività nei diversi consigli, compresi quelli dei contadini, appariva notevole, sebbene l'influenza in quella degli operai della capitale, eletti il 2 novembre, fosse molto meno dovuta al controllo socialista del corpo. Da parte loro, i socialisti dovettero radicalizzare le loro posizioni per arginare la crescita dei comunisti, che agitavano le truppe chiedendo il controllo delle armi da parte dei consigli o il miglioramento delle condizioni di vita dei soldati. L'influenza socialista stava diminuendo anche nei sindacati, ragion per cui, al loro congresso di febbraio, i socialisti approvarono misure radicali come la nazionalizzazione dei mezzi di produzione ove possibile, l'introduzione di tasse per le classi privilegiate o la soppressione dei centri controrivoluzionari.
Il 20 febbraio, a seguito di una manifestazione davanti agli uffici del giornale socialista Népszava che si concluse con diversi morti e decine di feriti, i dirigenti del partito furono arrestati con la tacita connivenza del governo, al fine tra l'altro di placare i timori dell'Intesa. Una simile strategia impedì la posizione di sfruttare appieno la attività di debolezza del governo: il partito aveva pianificato una rivolta finalizzata a un colpo di stato sull'esempio della rivolta spartachista in Germania, ignorando il consiglio di Mosca, e il piano si rivelò un disastro. L'arresto e il successivo maltrattamento di alcuni esponenti in prigione, tuttavia, accrebbero la popolarità degli insorti. La stampa comunista continuò nel frattempo a circolare in maniera clandestina. Il 21 febbraio si tenne davanti al Parlamento una grande manifestazione di sostegno al partito socialista, anche se il governo non approfittò di questa circostanza per riguadagnare la popolarità perduta. I ministri socialisti erano contrari alla repressione dei comunisti come richiesto dallo stato maggiore della polizia e temevano per il destino della missione della Croce Rossa ungherese, composta da socialisti e arrestata in Russia per rappresaglia. Il 22 febbraio il governo, su richiesta dei ministri socialisti, ripristinò la legge che durante la guerra aveva permesso l'internamento di quanti erano ostili allo Stato. Nel frattempo, le speranze dell'esecutivo di ottenere l'aiuto tanto atteso dalle potenze vittoriose erano illusorie.
La situazione di crisi continuò e l'arrivo della semina scosse le campagne, dove i comunisti denunciarono la mancanza di cambiamenti e il mantenimento dei proprietari terrieri e incoraggiarono i contadini a impossessarsi della terra. Il governo, senza una forza armata leale, non poteva opporsi alla crescente occupazione della terra da parte dei contadini, e le sue misure di riforma apparivano scarse, interessando solo 2.700 proprietari terrieri. All'inizio di marzo, non raggiungendo un accordo con l'Intesa aumentarono i territori occupati dai paesi vicini e l'assenza di misure di socializzazione da parte del governo fece sì che la corrente radicale dei socialisti aumentasse il loro potere a spese dei moderati, che avevano padroneggiato fino ad allora. Il 3 marzo, il consiglio della capitale ammise nuovamente i comunisti, segno dell'indebolimento dei socialisti nel corpo; di fronte al crescente potere dei circoli di sinistra in tutto il paese, il Consiglio dei ministri si trovò impotente, considerando che alcune volte si verificarono casi di insubordinazione. Il 13 marzo la polizia della capitale, ultimo corpo ancora fedele al gabinetto, ammise la presenza dei soldati nelle strade cittadine. Con proteste quasi incessanti da parte di vari gruppi - disoccupati, soldati, vedove di guerra, ecc. - l'esecutivo cercò di rafforzare la sua posizione bandendo finalmente le elezioni per il 13 aprile e facendo affidamento sull'approvazione popolare delle sue misure.

## Creazione della repubblica sovietica

### Proclamazione della repubblica

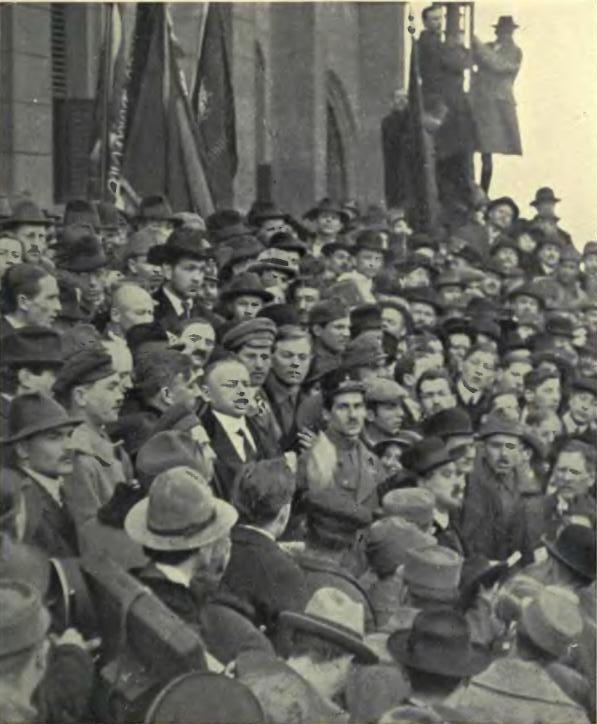
Proclamazione della Repubblica Sovietica sui gradini del Parlamento ungherese. Béla Kun è quello in giacca e cravatta al centro

A metà marzo, il governo aveva perso ogni sostegno significativo: invece di affiancarsi alla posizione di Károlyi, l'Intesa chiese una nuova cessione territoriale (diverse perdite in termini di chilometri quadrati erano accadute dall'autunno dello scorso anno, a causa delle promesse dei paesi vicini dell'Intesa fatte durante la guerra) volte a favorire la creazione di una striscia neutrale tra le truppe rumene e ungheresi, tra l'altro parte di un piano di intervento fallito nella guerra civile russa. La nuova frontiera coincideva in sostanza con quella promessa alla Romania nel trattato di Bucarest con il quale era entrata nella guerra mondiale. In seguito alla presentazione della nota Vyx al governo di Károlyi (20 marzo 1920), con cui si richiedeva la concessione di alcune porzioni di territorio a scapito della Romania e in favore dell'Ungheria, il gabinetto decise di respingerla, rassegnare le dimissioni e cedere il potere a un nuovo governo socialista, che contava sulle simpatie del proletariato internazionale e permetteva al paese di far fronte alle richieste dell'Intesa. Károlyi ammise che la sua politica di riavvicinamento con l'Intesa era fallita, ma non rivelò che il progetto del gabinetto era quello di mantenere Károlyi come presidente e formare un nuovo consiglio socialdemocratico; tuttavia, in contemporanea, lo stato maggiore militare approvò il sostegno ai comunisti, confiscò i veicoli dei ministri e in seguito cedette ai comunisti il controllo della guarnigione della capitale. Di fronte alla presa del comando della città da parte di Pogány e della guarnigione, la polizia non oppose alcuna resistenza. Sándor Garbai annunciò alla formazione del consiglio operaio di un governo sovietico composto da socialisti e comunisti e, la sera stessa, intimò le dimissioni di Károlyi, che accettò la richiesta, convinto della necessità di cedere il posto a un gabinetto di sinistra per essere in grado di opporsi all'Intesa. I socialisti avevano inviato una delegazione alla prigione per trattare con gli esponenti comunisti, che si dimostrarono a favore dell'ipotesi di costituzione di un esecutivo di coalizione social-comunista. Per raggiungere questo accordo, il governo rilasciò i comunisti fatti prigionieri a febbraio. Nonostante la maggiore forza dei socialisti, si accettarono le richieste dei comunisti, compresa l'istituzione di un sistema di consigli, l'abolizione della proprietà privata e la proclamazione della dittatura del proletariato.

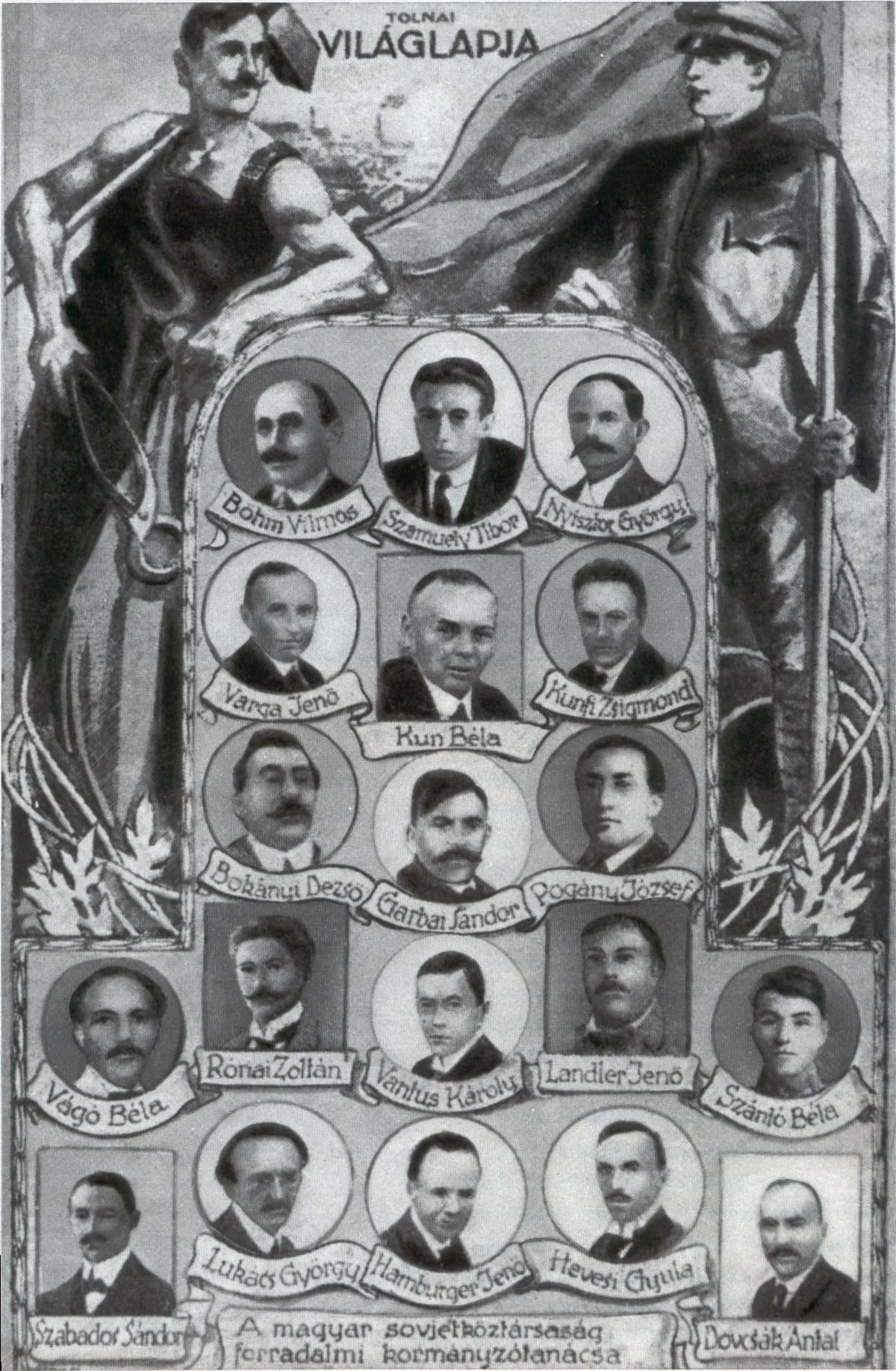
Manifesto dell'epoca con i membri del nuovo Consiglio direttivo. La maggior parte degli oltre trenta commissari erano socialisti, ma molti dei vice commissari erano comunisti. La figura principale del governo era il suo commissario agli affari esteri, il comunista Béla Kun

Il 21 marzo 1919, il consiglio dei lavoratori, con nuovi poteri legislativi, ricevette la notizia dell'unione del Partito comunista (guidato da Béla Kun) e del Partito socialdemocratico e proclamò la Repubblica Sovietica ungherese praticamente senza sparare un sol colpo. Károlyi, che non era stato informato dei negoziati tra socialisti e comunisti nonostante gli eventuali consigli, ha rifiutato in linea di principio di dimettersi, anche se alla fine ha ceduto.

### Composizione del nuovo gabinetto di governo
La stessa notte in cui Kun fu rilasciato, si riunì presso l'ex quartier generale dei socialdemocratici per discutere della formazione di un gruppo di governo. Questo comprendeva due commissari comunisti, mentre il resto, per favorire una più fluida collaborazione, era perlopiù socialista con vari vice-commissari comunisti. Kun era responsabile del portafoglio degli affari esteri, mentre l'altro commissario comunista operava presso il ministero dell'Agricoltura. Dei 33 commissari e vice commissari che in origine formarono il nuovo consiglio direttivo, 14 erano comunisti, ma 12 di loro erano vice commissari (la maggior parte era invece socialista). Il governo includeva il ministro per la Rutenia, segno dell'intenzione di lottare per il mantenimento di quell'unità territoriale in mano magiara. Molti dei nuovi leader avevano partecipato in prima persona alla Rivoluzione d'ottobre in Russia o erano diventati comunisti nei campi di prigionia russi. Sebbene ufficialmente presieduto da Garbai, un esponente sindacale, Kun appariva di certo la figura di spicco del Consiglio direttivo della nuova repubblica.

### Unione di socialisti e comunisti
L'unione dei comunisti con il PSD venne criticata all'estero soprattutto da Vladimir Lenin, il quale aveva altresì espresso perplessità sulla scelta di imitare i programmi adottati in Russia senza adattarli al contesto magiaro. Il nuovo partito, originariamente chiamato Partito Socialista Ungherese, fu poi ribattezzato "Partito Social-Comunista dei Lavoratori Ungheresi".
La convivenza tra i gruppi non fu facile: pur essendo il ramo socialista incline a compiere concessioni ideologiche, la frangia più moderata, in cui figurava il futuro primo ministro Gyula Peidl, chiese già in data 2 maggio l'abolizione della Repubblica Sovietica. In realtà, solo la sinistra e il centro del partito socialista parteciparono attivamente alla coalizione, ma la principale differenza tra i due movimenti, tuttavia, non riguardava gli obiettivi, bensì le modalità di esecuzione finalizzate al raggiungimento. Dopo la caduta della repubblica in agosto, le differenze tra socialisti e comunisti in relazione alla responsabilità del fallimento si fecero più acute.

### Primi provvedimenti legislativi

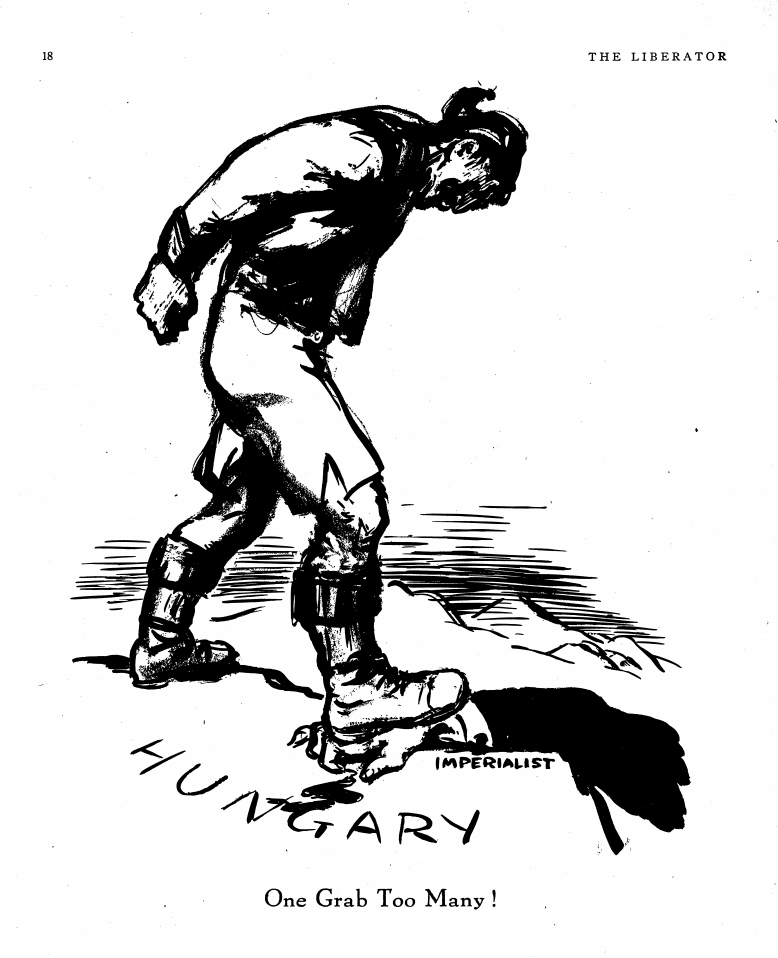
Illustrazione pubblicata sulla rivista americana radicale The Liberator nel maggio 1919

Il primo comunicato del nuovo governo, un misto di nazionalismo disperato e marxismo, fece sì che molte persone contrarie a quest'ultimo venissero a sostenere il nuovo governo socialista. Di fronte all'alternativa di dover accettare l'ultimatum di Vyx, molti decisero di sostenere il comunismo, cercando di preservare l'unità territoriale del paese. Parte del sostegno popolare al regime appena sorto veniva dalla speranza che il governo comunista di Mosca, che avanzava in Ucraina di fronte ai suoi nemici interni e alle forze dell'Intesa, l'avrebbe sostenuto.

### Costituzione, consigli e sistema di governo
Pochi giorni dopo, il 3 aprile, il Consiglio direttivo proclamò l'emanazione di una nuova Costituzione temporanea, nella quale si riconosceva nelle sue azioni responsabile nei confronti di un nuovo Congresso nazionale, posto all'apice di un sistema di consigli eletti a suffragio quasi universale: la legge suprema garantiva i diritti civili (assemblea, espressione), sociali (istruzione gratuita) e culturali (riconoscimento della cultura e della lingua delle minoranze). In pratica, tuttavia, il nuovo governo agì in modo autoritario, come "la dittatura di una minoranza attiva, a nome del proletariato fondamentalmente passivo". Il potere era concentrato nel Consiglio direttivo e in alcune entità ad esso favorevoli. Le elezioni dei consigli minori che, a loro volta, avevano eletto il Congresso nazionale, si svolsero il 7 aprile con una lista unica, senza la presenza dell'opposizione, nonostante la possibilità giuridica che essa potesse presentarsi. Ben presto, anche questi consigli furono rimossi dal potere locale da delegati del governo, i quali detenevano il potere reale.
Nonostante i limiti delle elezioni del consiglio, il Congresso nazionale, incontratosi in sede comune per la prima volta il 14 giugno, finì per presentare al Consiglio direttivo una critica così dura che ne costò lo scioglimento e il passaggio dei suoi poteri a un comitato permanente favorevole.

## Relazioni internazionali

### Relazioni con Mosca
La repubblica ricevette qualche sostegno finanziario e consigli da Mosca ma, considerata di interesse secondario rispetto alla Germania, non ricevette la presenza di alcun prominente bolscevico russo, nonostante le richieste di Kun. Budapest aveva comunicazioni telegrafiche con la Russia, ma i suggerimenti dei comunisti russi spesso non ricevevano ascolto in terra magiara.

### Negoziati con l'Intesa

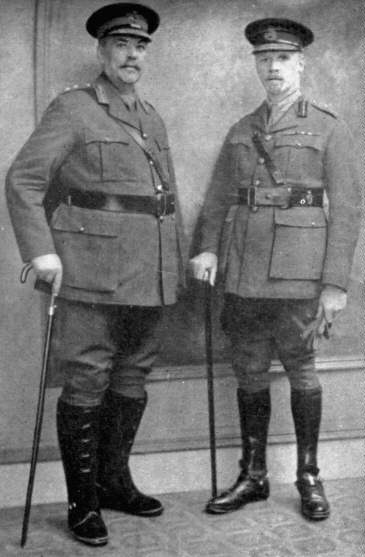
Il generale sudafricano Jan Smuts, in uniforme sulla sinistra, rappresentante non ufficiale della Triplice intesa presso il nuovo governo sovietico, non riuscì a raggiungere un accordo con Mosca

Dopo aver rifiutato di negoziare con Károlyi, la proclamazione della repubblica sovietica fece sì che l'Intesa si affrettasse a inviare un rappresentante per dialogare con Kun. La richiesta di Kun all'ambasciatore italiano in Jugoslavia, di passaggio in quel momento a Budapest, di discutere le controversie territoriali secondo il principio di autodeterminazione con un rappresentante dell'Intesa, portò all'invio di Jan Smuts all'inizio di aprile, nonostante l'opposizione francese. Nonostante la presenza del generale sudafricano, le potenze continuarono a non riconoscere il governo sovietico ungherese.
Jan Smuts arrivò nella capitale ungherese il 4 aprile e invitò al loro treno i curatori del popolo, che non erano partiti durante la loro permanenza in città. Durante i colloqui, il presidente della repubblica, Sándor Garbai, Kun e il socialista Kunfi rappresentavano l'Ungheria, che chiedeva una pace senza annessioni o compensazioni e l'autodeterminazione delle nazionalità del paese. Smuts, da par sua, offriva il tracciamento di una linea di demarcazione più favorevole agli ungheresi, invece di quella imposta nella nota Vyx, e la creazione di un'ampia fascia neutrale che sarebbe stata occupata dalle truppe dell'Intesa: con la nuova mappa, le principali città dell'est risultavano tornate in mano ungherese. Smuts asserì inoltre che la linea non sarebbe stata considerata una demarcazione definitiva, promise la fine dell'embargo al paese e ribadì il suo invito a Budapest a partecipare alla conferenza di pace. Kun si oppose al ritiro a est, citando la mancanza di controllo governativo delle truppe della Transilvania e l'impopolarità della mossa costituita dalla formazione di una zona neutrale. Il politico si spinse pure oltre, presentando una controproposta basata sullo schema dell'armistizio di Belgrado, che Smuts si rifiutò di vagliare. La posizione di Kun si rivelò inaccettabile per Smuts, che lasciò Budapest per Praga il giorno successivo. Lo stesso giorno, il vice commissario alla Difesa, Tibor Szamuely, ordinò che fosse fatta propaganda tra le truppe cecoslovacche e rumene per cercare di impedire loro di opporsi al nuovo esercito proletario, con scarso effetto.
Al suo ritorno da Budapest, Smuts si interfacciò con i capi di Stato austriaci e cecoslovacchi e li informò del fallimento dei negoziati. Immediatamente dopo, il 7 aprile, il ministro della Difesa cecoslovacco ordinò un attacco all'Ungheria, sebbene il maresciallo Ferdinand Foch (impegnato in quel frangente con il disegno di un'altra linea di demarcazione tra Polonia e Lituania) diede un contrordine il giorno successivo, mentre ordinava alle forze sotto il comando francese nel sud di mantenere le posizioni difensive e fermare la loro avanzata verso nord. Da parte loro, le autorità magiare valutarono l'opportunità di proclamare un riarmo o continuare il reclutamento su base volontaria, in assenza di un'alleanza militare formale con il governo di Mosca.

## Scontri con paesi vicini e corsa al riarmo

### Prime fasi
Kun sciolse immediatamente i consigli dei soldati, nonostante il sostegno che gli avevano riservato alla salita al potere, e furono nominati commissari politici e tribunali militari rivoluzionari per cercare di mettere ordine nelle forze armate disorganizzate. I battaglioni operai e le brigate internazionali vennero spediti al fronte e, sostenendo costi enormi, il governo riformò l'esercito, che durante la primavera e l'inizio dell'estate riuscì a recuperare parte dei territori perduti. Questo obiettivo di recupero territoriale ebbe la quasi totale approvazione dell'opinione pubblica, a differenza delle misure di politica interna. Alla fine di marzo, tuttavia, il numero delle truppe appariva ancora insufficiente: Budapest disponeva di appena 18.000 uomini per affrontare i 40.000 cecoslovacchi, altrettanti per affrontare 35.000 rumeni e 13.000 uomini per affrontare a sud 72.000 francesi e serbi.

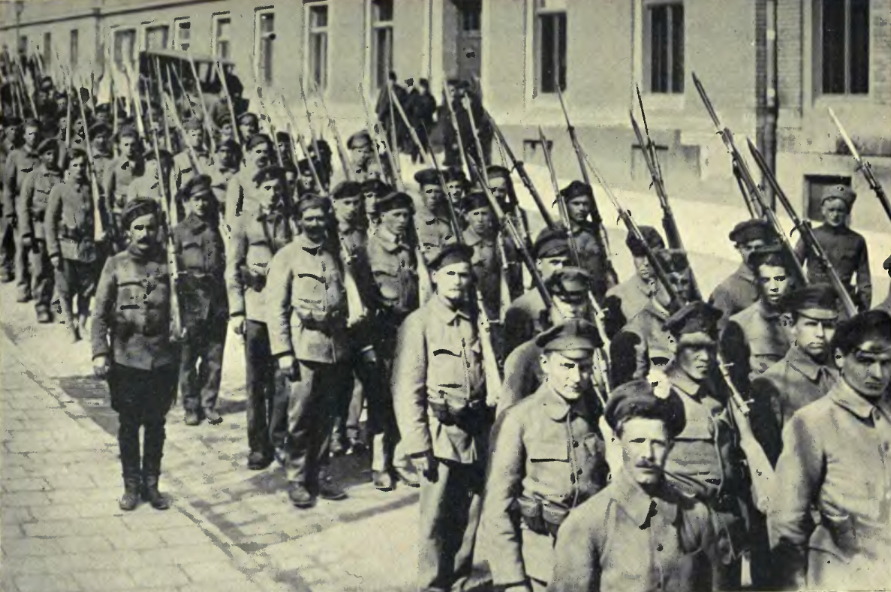
Contingente di combattenti partigiani della repubblica sovietica: benché si cavalcasse il mito dei "guerrieri operai", la maggioranzi delle truppe era composta da cittadini di estrazione contadina

Anche se la maggioranza dei contadini avesse ignorato alle richieste di sostegno del nuovo governo, non fu lo stesso per i contadini profughi dei territori occupati dai paesi vicini, specialmente quelli del Banato e della sponda orientale del Tibisco, che tra l'altro avevano in passato combattuto anche operazioni belliche al fianco dell'Armata Rossa. La spina dorsale dell'esercito era composta da contadini, anche se si contavano alcune unità di operai che, sebbene si distinsero positivamente nelle prime settimane di guerra, diedero più tardi luogo a casi di insubordinazione. Nonostante i proclami internazionalisti del governo, il grosso dei soldati e degli ufficiali combatteva per interessi patriottici.
Anche un numero significativo di vecchi ufficiali dell'esercito austro-ungarico e rifugiati della classe media si unì al nuovo esercito, non per simpatia per l'ideologia del regime, ma perché si offriva la possibilità di riconquistare territori perduti. Le ragioni alla base della partecipazione all'armata sovietica erano riassumibili in tre elementi: idee nazionaliste di difesa della patria, oltre che interessi personalistici nel recupero delle proprie abitazioni; grandi opportunità per una rapida promozione in un esercito nuovo di zecca dal quale gli alti ufficiali del vecchio erano stati congedati durante le due repubbliche; necessità di sussistenza in assenza di occupazione e formazione per un altro impiego. Il giovane progetto appena avviato dai palazzi di governo veniva percepito come una fonte di resistenza nazionale contro il tradizionale pacifismo della repubblica democratica. Vari magiari combatterono con determinazione in maggio e giugno, fino a spingere l'evacuazione forzata della Slovacchia da parte di Clemenceau, a quel punto molti di loro abbandonarono a una delle organizzazioni controrivoluzionarie come l'esercito nazionale di Miklós Horthy o altri distaccamenti di ufficiali, provando ad allontanarsi dal governo di Kun.
A bene vedere, il sentimento anticomunista dei paesi vicini veniva addotto come pretesto per giustificare l'espansione territoriale. La Jugoslavia, soddisfatta dell'occupazione della Baranja e di fronte alla Romania per la spartizione del Banato, si astenne dal confrontarsi con il governo di Budapest.

### Prosecuzione dei combattimenti

#### Sconfitta in Transilvania nel mese di aprile

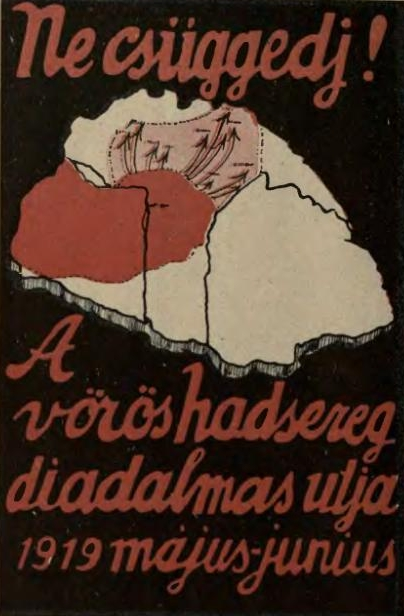
Manifesto propagandistico del 1919 che mostra l'avanzata in Slovacchia e recita: "Senza paura! L'avanzata trionfale dell'Armata Rossa nel maggio-giugno 1919"

Fino alla fine di aprile, le sette divisioni rumene, composte da più di 50.000 uomini, affrontarono unità più piccole della neonata Armata Rossa. In Transilvania le autorità rumene avevano reclutato due divisioni, la 16ª e la 19ª, con soldati locali, principalmente rumeni e sassoni - membri della minoranza tedesca nella regione - già a febbraio, rafforzandole dopo la proclamazione del Repubblica sovietica a Budapest. In aprile furono create ulteriori divisioni, la 20ª e la 21ª: a metà aprile, il comando rumeno disponeva di 64 reggimenti di fanteria, 28 compagnie di cavalleria, 192 batterie di artiglieria, un treno blindato, 3 squadroni di aerei e 2 società di ingegneria, che gli conferivano una superiorità numerica rispetto alle forze magiare, composte da 35 battaglioni di fanteria, 20 batterie, 2 squadroni di aeroplani, 3 o 4 treni corazzati e qualche membro della cavalleria. In più, questa seconda fazione non disponeva del suo esercito al completo, considerati gli scontri che si stavano svolgendo a sud con i serbi.
La mancanza di un'offensiva sovietica russa nel Dnestr dopo la cattura di Odessa e la formazione di una linea difensiva lungo di essa da parte delle truppe dell'Intesa evacuate da questa città facilitarono l'attacco rumeno alle linee ungheresi mentre le retrovie erano coperte. Il cambio di casacca di alcune unità sovietiche in Ucraina impedì l'attacco alla Romania; incapace di stringere un patto con l'Intesa, di revocare il suo blocco o di coordinare le azioni militari con i russi, il governo di Budapest era in gravi difficoltà, tormentato sia da unità rumene che cecoslovacche, che stavano avanzando verso il distretto minerario di Salgótarján.
Dopo aver concentrato le proprie forze nella parte settentrionale della linea, i rumeni sferrarono una fruttuosa offensiva il 16 aprile, raggiungendo quattro giorni dopo Nagyvárad e tre dì più tardi Debrecen. Il 21 si fermarono per riorganizzarsi, dando invece agli osservatori esterni l'impressione che non avrebbero oltrepassato la linea tracciata dall'Intesa; lo stesso giorno, gli ungheresi avevano riorganizzato il comando del fronte per cercare di fermare l'assalto rumeno e compensare il morale basso e la scarsa disciplina dei loro uomini. I commissari politici delle unità persero il controllo delle operazioni militari e il capo di stato maggiore del fronte, Aurél Stromfeld, chiese l'invio di ulteriori ufficiali e sottufficiali. L'avanzata rumena, che continuò senza il permesso di Parigi, sventò i piani di controffensiva del comando magiaro: il 30 del mese, le forze rumene avevano raggiunto il fiume Tibisco su quasi tutto il fronte e stavano procedendo ad assicurarsi il predominio nella zona. Dopo aver rinforzato il fronte con nuovi reggimenti giunti da Budapest e da altre città industriali, gli ungheresi riuscirono a contrastare i rumeni a Szolnok e ad arrestare la loro avanzata sul fiume Tibisco. Nondimeno, il governo prese in considerazione la resa, consapevole di non avere forze sufficienti per fermare un'ulteriore offensiva aizzata dai rumeni. Le voci secondo cui i rumeni non si erano fermati e stavano avanzando verso la capitale si diffusero il 2 maggio, sebbene infondate; in attesa di rinforzi, riluttanti a disperdere le loro truppe mentre la minaccia russa in Ucraina si acuiva, incapaci di assicurarsi uomini dalle potenze con cui dare un aspetto internazionale alla marcia su Budapest e non disposti ad assistere alla formazione di un governo forte in Ungheria prima del disegno della frontiera comune, i rumeni fermarono la loro avanzata tra il 2 maggio e il 19 luglio. Le unità rumene, tuttavia, avevano subito poche defezioni (circa 600 morti e 50 feriti) nell'offensiva di aprile che li aveva condotti al fiume: ad alcuni soldati fu ordinato di procedere verso est. Va detto che la speranza del Consiglio direttivo non era quella di ottenere una vittoria militare sui paesi vicini, ma piuttosto che lo scoppio della rivoluzione internazionale (in Germania o in Austria) o un'eventuale decisione di Mosca da attaccare una delle potenze confinanti con l'Ungheria avrebbero reso più concreta la probabilità di ottenere i soccorsi necessari.

#### Vittoria in Slovacchia e successivo ritiro

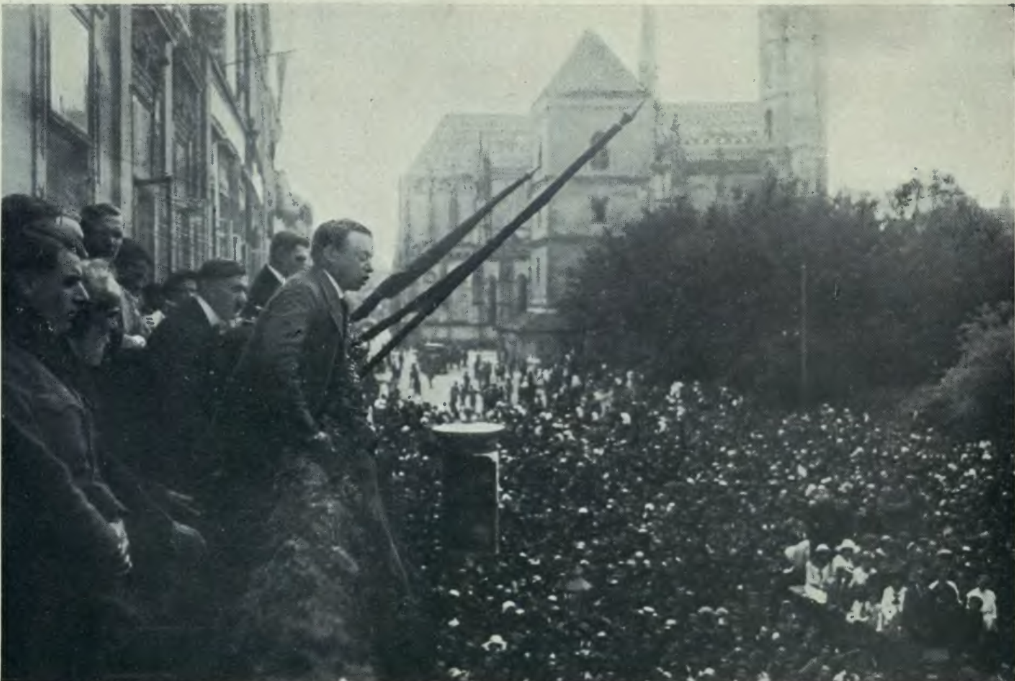
Il discorso di Béla Kun a Kassa il 10 giugno, giorni dopo la cattura della città. Il ritiro militare dalla Slovacchia su richiesta dell'Intesa costituì un grave contraccolpo per il morale delle truppe

Contemporaneamente, al nord, si stava procedendo all'offensiva cecoslovacca, che il 2 maggio aveva portato i magiari a raggiungere Miskolc; il 10 maggio iniziò una controffensiva ungherese che scacciò l'avversario al fiume Ipoly. Il 19 maggio, le unità ungheresi presero Pétervására e il 21 Miskolc, comportando una crescita del morale delle truppe. Il 26 i comandanti cominciarono a pianificare la fase successiva dell'offensiva, rivolta al triplice confine con la Cecoslovacchia e la Romania, con il duplice obiettivo di cercare di entrare in contatto con le unità sovietiche russe e di prendere il controllo di un'area geografica che avrebbe potuto poi scatenare un attacco contro le forze rumene in Transilvania. Le operazioni iniziarono il 29 del mese, con un attacco lungo tutto il fronte e a giugno le unità cecoslovacche dovettero ritirarsi ulteriormente a causa dell'avanzata delle truppe ungheresi. Il 5 le forze magiare stavano già combattendo nei dintorni di Košice, mentre il comando ungherese studiò i preparativi per l'attacco a est, senza abbandonare il fronte settentrionale; nonostante le vittorie, le unità cecoslovacche non erano state definitivamente battute, in virtù della scelta tattica dello stato maggiore magiaro di procedere secondo una precisa linea di avanzamento che esponeva comunque a rischi poco prevedibili.
Il 7 del mese, ad ogni modo, il primo ministro francese Georges Clemenceau, chiese la fine dell'offensiva nel nord contro i cecoslovacchi, mentre il 10 Kun promise di fermare l'avanzata, un giorno prima dell'arrivo delle truppe francesi a Bratislava (in ungherese Pozsony). Il 13, un ultimatum emesso da Clemenceau al governo ungherese annunciò la disposizione del confine settentrionale, chiese il ritiro delle forze ungheresi a sud di esso e promise in cambio il ritiro delle unità rumene a est. Il 19 il governo accettò la proposta che Kun sottoponeva alle richieste di Parigi, nonostante il desiderio dei capi militari di continuare a muoversi verso nord-ovest. Il 24 fu ordinato un cessate il fuoco e il 30 un ritiro. Dopo aver sottratto 2.836 km² al nemico, il Consiglio direttivo impose il ritiro delle forze sulle linee tenute a maggio. Il ritiro dalla Slovacchia demoralizzò le truppe e numerosi ufficiali, che si erano uniti alle forze comuniste per ragioni nazionaliste. La campagna era costata circa 400.000 vittime alle forze ungheresi secondo le stime francesi: a dirla tutta, l'avanzata ungherese aveva ormai perso la sua vitalità e sarebbe stato difficile mantenere il ritmo dell'offensiva. Il ritiro portò alle dimissioni di diversi alti ufficiali, tra cui il colonnello Stromfeld, che rifiutò l'abbandono dei territori popolati perlopiù da comunità magiare.

#### Ripresa dei combattimenti ad est e sconfitta definitiva
Le autorità rumene, dopo due settimane di silenzio, risposero alla promessa del presidente francese di chiedere la smobilitazione dell'Armata Rossa ungherese prima del ritiro dai territori presi ad aprile. Il 10 luglio iniziò una nuova campagna contro le forze rumene a est, che erano superiori per numero, disciplina e armi alle unità ungheresi. L'11 il governo ungherese chiese che fosse mantenuta la promessa di ritiro rumeno, che Parigi rifiutò il 14 per quella che considerava una violazione dell'armistizio di Budapest. Clemenceau, avendo rifiutato di ordinare il ritiro rumeno atteso dalle autorità di Budapest, decise di realizzarlo con la forza. Il 12 fu dichiarata la leva militare obbligatoria e cominciarono a dispiegarsi le forze ritirate dal nord, già in piena disintegrazione interna.

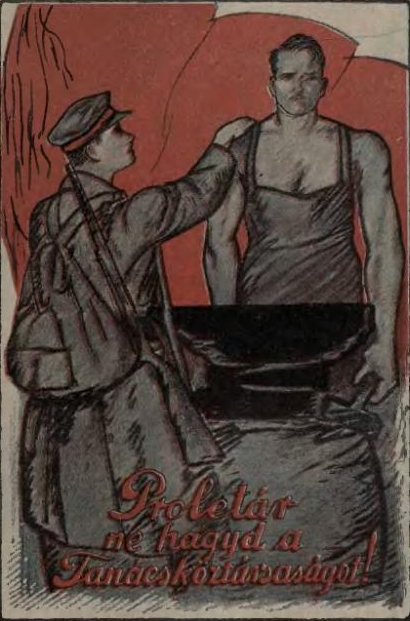
Manifesto di reclutamento della repubblica sovietica. I tentativi di rafforzare le unità militari alla fine di luglio per fermare l'avanzata rumena non ebbero successo

Le operazioni iniziarono il 20 luglio la vigilia di una manifestazione sindacale europea a favore del governo a Budapest fu un fallimento. Il governo controrivoluzionario di Seghedino comunicò il piano di attacco ungherese ai comandanti rumeni: malgrado le incomprensioni, gli ungheresi attraversarono il Tibisco e continuarono ad avanzare fino al 23 luglio, i rumeni contrattaccarono il giorno successivo. Le forze ungheresi cominciarono a ritirarsi il 26 e il giorno successivo tornarono alle posizioni che occupavano prima dell'inizio dell'offensiva. Entro il 30, le unità rumene avevano stabilito le loro prime posizioni oltre il Tibisco e stavano avanzando inarrestabilmente verso la capitale ungherese. Il governo sovietico russo non poteva fermare questa volta i rumeni, come aveva fatto a maggio tramite un ultimatum. Gli ungheresi, che avevano dovuto sciogliere alcune unità già prive di valore militare oltre ad affrontare la disobbedienza di altre, mancavano di riserve. Le forze di Budapest si stavano ritirando allo sbando, tanto che, il giorno successivo, la situazione militare si fece disperata in virtù dell'attacco rumeno lungo tutto il fronte. I dirigenti magiari valutarono la possibilità di lasciare l'esecutivo e formarne uno meno radicale e più gradito all'Intesa, sperando che ciò costringesse i romeni a fermare l'offensiva; questa possibilità non andò in porto, ma la disgregazione delle unità impedì il contrattacco e il ripristino della linea del Tibisco come statuito dal Consiglio dei ministri. Quella notte la 6ª divisione rumena era a meno di due chilometri da Szolnok, un punto strategico localizzato lungo il Tibisco, mentre altre unità espugnarono Tokaj e Tarcal a nord. Budapest ordinò una controffensiva nonostante il basso morale delle truppe, contrarie a tale misura, e fece un ultimo appello al proletariato internazionale perché cercasse, a tutti i costi, di fermare l'avanzata rumena. Entro il 1º agosto, una fetta consistente dei combattenti ungheresi aveva lasciato la linea del fiume, malgrado alcuni decisero di propria iniziativa di effettuare un attacco finale a Szolnok, tra l'altro fruttuoso, ma che comunque non arrestò l'avanzata rumena sul resto la parte anteriore. Quel giorno, le unità rumene avanzarono di trenta chilometri, incontrando scarsa resistenza.
Nonostante la riluttanza jugoslava a partecipare alle operazioni contro Budapest, la pressione dell'Intesa alla fine costrinse Belgrado ad accettare di unirsi alla coalizione. La ripresa degli scontri sul fronte rumeno, la rapida sconfitta ungherese, lo sciopero totale dei lavoratori in Jugoslavia il 21 luglio contro l'intervento e la concessione di parte del Banato alla Romania da parte dell'Intesa, fecero sì, tuttavia, che la Jugoslavia non partecipò alle fasi più critiche vissute dall'esecutivo sovietico.

## Misure economiche e sociali e crisi interna
Impegnato nell'avvicinare il popolo ad assumere i tratti tipici di una società socialista nonostante la guerra con i paesi vicini, il governo avviò l'iter di approvazione di profonde riforme e misure contro coloro che considerava nemici di classe, spesso seguendo ciecamente il modello russo, evento che fece perdere diversi consensi. Queste misure progressiste e la loro applicazione autoritaria alienarono le classi privilegiate, senza con ciò accattivarsi le simpatie del proletariato urbano o dei contadini poveri. Il tentativo del nuovo governo di cambiare profondamente il modo di vivere e il sistema di valori della popolazione si rivelò un fiasco clamoroso. Lo sforzo di convertire l'Ungheria che ancora presentava degli strascichi del periodo asburgico in una società marxista non ebbe successo a causa di una serie di elementi, ovvero mancanza di tempo, di personale amministrativo e organizzativo esperto, nonché inesperienza, sia politica che economica, in alcune delle attività di manovra. L'obiettivo del governo era duplice: da un lato risolvere i problemi sociali da un approccio marxista e, dall'altro, eliminare allo stesso tempo ogni possibile opposizione e garantire la sopravvivenza della dittatura del proletariato.
A differenza della politica estera della repubblica, dominata da Kun, fu la maggioranza socialista del Consiglio direttivo a indirizzare il grosso delle misure di politica interna.

### Promozione della cultura e controllo della stampa
Si eseguì un intenso sforzo per migliorare il livello culturale della popolazione; i teatri vennero nazionalizzati e la maggioranza dei loro biglietti risultavano controllati dal Commissariato dell'Istruzione, incaricato di consegnarli agli operai a prezzi ridotti. Lo stesso accadde con cinema e musei, che sono stati socializzati. La nazionalizzazione di artisti, scrittori e attività artistiche, tuttavia, ha portato a critiche di spreco e cattiva gestione. A metà giugno, l'ambizioso piano culturale del governo entrò in crisi, affrontò la critica delle campagne e aprì un buco nell'erario del paese.
Si limitò fortemente la libertà di stampa e fu chiuso un gran numero di case editrici per motivi politici, invero già in affanno nella tarda primavera a causa della carenza di carta. I conflitti con il sindacato dei giornalisti portarono al suo scioglimento per imposizione dell'esecutivo.

### Politiche giovanili
Le misure verso le fasce giovanili, diversamente da altre riforme, ricevettero poche critiche e si basarono sulle moderne pubblicazioni pedagogiche. Lo stigma dei bambini naturali (nati fuori dal matrimonio) fu eliminato, furono approvati controlli medici gratuiti per i bambini, si incoraggiò l'igiene in spazi medici e si nazionalizzarono sia i bagni pubblici sia le terme e, in un secondo momento, pure i bagni privati. Fu creato un programma di alloggi nel paese per i bambini delle famiglie povere della città e ai consigli si affidò la supervisione della loro salute. Entrò inoltre in azione un programma di tutor specializzati per bambini disabili per scuole e moderne istituzioni per il trattamento di persone con problemi mentali. Si tentò di delineare un progetto globale di reintroduzione dei minori asociali, che non fu realizzato per mancanza di tempo.

### Istruzione e religione
Le istituzioni educative andarono nazionalizzate il 29 marzo e centralizzate con l'obiettivo di migliorarne l'utilizzo attraverso la pianificazione. Si provò ad avviare un programma per modernizzare e ridefinire il programma scolastico e migliorare l'uso delle strutture disponibili. Delle giornate di festa furono dedicate alla stampa di nuovi manuali, in parte propagandistici, e al miglioramento del personale docente. In concomitanza a tale evento, iniziò anche un programma di indottrinamento marxista che non poté terminare a causa della caduta della repubblica sovietica. Nonostante la preoccupazione del governo per il personale docente, questi erano generalmente ostili o passivi nei confronti del nuovo regime. Il Commissariato dell'Istruzione dovette abolire i consigli studenteschi, che avevano portato a notevoli attriti con il corpo docente nelle loro attività rivoluzionarie, e l'istituzione dell'insegnamento dell'educazione sessuale, introdotta frettolosamente.
La religione costituì un'altra grossa grana: la nazionalizzazione delle scuole private e religiose (70% di quelle del Paese) e la soppressione dei simboli e delle attività religiose nelle scuole accentuò il rifiuto di quegli insegnanti nei confronti del Consiglio direttivo. Nonostante la difesa della facoltà individuale della libertà di culto in privata sede e la mancata requisizione della proprietà della chiesa, la controversia, con un'immagine basata su casi di eccessi, volse in chiave negativa per il governo.

### Riforme sociali e sanitarie
Il programma sociale si caratterizzava sulla scia di quello culturale: vi era grande ambizione negli obiettivi da perseguire, considerando la profondità dei problemi a cui si intendeva ovviare, ma la carenza di personale e dei mezzi per realizzarli risultò troppo grande, oltre a dimostrarsi insostenibili i costi, considerando la grave crisi del dopoguerra.
I titoli nobiliari furono aboliti. Si proclamò l'obbligo di lavoro e fu istituito un sistema di assistenza sociale per i disoccupati, che portò alla bancarotta dello Stato. Così il governo cercò, con entusiasmo ma scarso successo e grandi costi, di combattere il grave problema della disoccupazione.

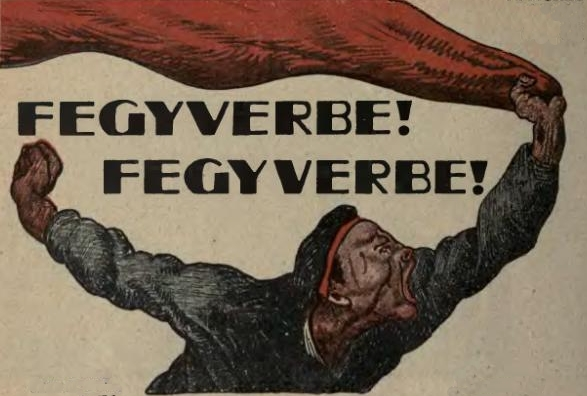
Manifesto di propaganda che incentiva il grande sforzo del governo per promuovere le sue misure. Il protagonista recita: "Alle armi!"

Il governo approvò misure di miglioramento umanitario e sociale, propagandate sia sulla stampa - obbligata a farlo - sia in una innovativa campagna pubblicitaria a cartelloni alla quale parteciparono importanti artisti dell'epoca. Si vietò temporaneamente la vendita e il consumo di alcolici, ritenuti dannosi, ma la pressione delle campagne costrinse a ridurne la portata il 23 luglio. Si tentò anche di eliminare la prostituzione; il divorzio fu facilitato e fu proclamata l'uguaglianza legale per le donne. La propaganda controrivoluzionaria utilizzò con grande successo sul campo la falsa accusa che il governo intendeva "socializzare le donne".
Anche alcuni medici si prodigarono a sostenere l'ambizioso programma di miglioramento della salute che si intendeva porre in atto: Gli ospedali, tutti nazionalizzati, così come le industrie farmaceutiche, rimasero sotto controllo medico, nonostante i tentativi di trasferire la loro gestione a rappresentanti politici, che il governo respinse. Il diverso trattamento per classe sociale fu abolito negli ospedali e i reparti privati iniziarono a ospitare i malati più gravi. La differenza nella sepoltura era proibita e il suo costo si standardizzò per tutti i cittadini.
Il provvedimento più rifiutato nelle città e che causò maggiore corruzione riguardò la socializzazione degli alloggi: poiché quasi nessuno andò costruito durante la guerra, si cercò di utilizzare quelli disponibili per ospitare la popolazione. Si istituì una tassa per i proprietari non lavoratori, le cui case e mobili furono nazionalizzati, non per quelle dei lavoratori. In virtù dei regolamenti confusi in materia, la commissione per gli alloggi si ingolfò e dovette essere riformato all'inizio di aprile: nonostante i metodi duri di Tibor Szamuely per cercare di riformare la commissione (comprese minacce di morte o l'espulsione di 200.000 persone dalla capitale), porre fine agli abusi e alla corruzione e attuare la riforma, non riuscì. A luglio il sistema si rivelò già troppo costoso e incapace di porre fine al problema degli alloggi nella capitale.

### Politica fiscale e del lavoro
L'atteggiamento del governo nei confronti dei salari dei lavoratori, che avevano il lavoro garantito dallo stato, è passato dal cercare di applicare le vecchie aspirazioni sindacali al dover adattarsi alla dura realtà della produzione in calo e di una forza lavoro senza incentivi a lavorare. Il governo abolì il lavoro a cottimo, stabilì una settimana lavorativa di 48 ore, aumentò i salari, introdusse l'assicurazione sociale obbligatoria e promise di garantire a ciascun lavoratore un lavoro. Le riforme sociali, come l'approvazione della giornata lavorativa di otto ore, servizi medici gratuiti, affitti più bassi o salari più alti, non placarono la popolazione. Queste misure, a lungo attese dai lavoratori, ebbero effetti controproducenti sulla produzione, che declinò; grazie a un impiego garantito, uno stipendio indipendente dalla produzione, già membro della classe dirigente secondo la propaganda governativa, l'operaio ungherese medio smise di produrre al massimo. Ben presto l'inflazione annullò gli aumenti salariali e si generarono carenze di alcuni articoli; il governo reagì cercando di ripristinare vecchie pratiche disapprovate dai lavoratori per cercare di riattivare la produzione, cosa che suscitò dei tumulti su scala minore.
Le tabelle salariali stabilite per i lavoratori agricoli li ponevano in una posizione di svantaggio rispetto a quelli urbani. L'inflazione e la scarsità di manufatti fecero sì che, sebbene i contadini godessero di redditi superiori a qualsiasi altro periodo della storia, questi non servirono loro ad acquistare più prodotti di prima, ma meno.
Nonostante il miglioramento delle condizioni dell'assicurazione sociale dei lavoratori, l'applicazione delle misure governative è stata disordinata e talvolta contraddittoria per tutto il periodo della repubblica sovietica, con continui cambiamenti.
Il governo si preoccupò altresì di calmierare i prezzi, sostituendo eventuali entrate fiscali dirette con un'imposta indiretta sui prezzi degli articoli. Anche una simile politica, finalizzata a preservare sempre un basso costo di alcune materie di prima necessità, non sortì effetti efficaci per via dell'inflazione, della riduzione della produzione, del mercato nero e del blocco dell'Intesa, che limitava la quantità di materie prime disponibili.

### Nazionalizzazioni e politica economica
Il governo sovietico nazionalizzò le banche, le industrie e le miniere e le società di trasporto con più di venti lavoratori, che erano amministrate da commissari scelti dallo Stato e dai consigli, insieme a società straniere, condomini, grandi magazzini o fattorie più grandi di 57 ettari, portando al caos economico. I negozi con più di dieci lavoratori furono nazionalizzati due giorni dopo, il 22 marzo, allo stesso modo degli alberghi, delle terme e delle compagnie di assicurazione. Gli appartamenti furono socializzati il 26 marzo, lo stesso giorno in cui le banche furono espropriate, nello specifico depositi d'oro, gioielli di un certo valore e valuta estera, mentre la quantità di denaro che poteva essere limitata giornalmente dai conti bancari fu limitata. Ben presto la maggior parte delle società private finirono nelle mani dello Stato.
I commissari incaricati della gestione delle fabbriche nazionalizzate, inesperti, non sono riusciti a impedire che la produzione declinasse rapidamente, come nelle miniere. Alla fine di aprile, il servizio ferroviario andò ulteriormente ridotto a causa della mancanza di carbone: allo stesso modo, diversi alimenti di base dovettero essere razionati.
Sebbene le ampie misure di nazionalizzazione portassero ingenti entrate al nuovo governo, esso fallì nella sua amministrazione. Fu creata una vasta burocrazia per gestire le risorse nazionalizzate che, per mancanza di tempo, non poté applicarle al fine di migliorare la produzione nazionale. La produzione industriale nelle città svantaggiate scese tra il 25% e il 75%, ma pure la diffusa corruzione di un regime in dissoluzione, i problemi monetari e il fallimento della politica agraria contribuirono al fallimento della gestione finanziaria sovietica. Il blocco dell'Intesa e la mala gestione finirono per affondare l'economia.

### Politica agraria
Il Consiglio direttivo si trovò ad affrontare anche delle questioni in ambito agrario: la suddivisione dei latifondi avrebbe ottenuto il sostegno della maggior parte dei contadini, ma allo stesso tempo ad un calo della produzione agricola, necessaria a rifornire le città dove si trovava il grosso degli acquirenti. Dopo un primo momento di esitazione, fu deciso di non distribuire le proprietà, ma di trasformarle in cooperative nazionalizzate per i senza terra. Questa decisione era dovuta sia a motivi ideologici - la paura di creare un contadino proprietario ostile al comunismo - sia al desiderio e alla necessità di mantenere attivo il settore primario, fondamentale in Ungheria. Questa riforma burocratizzata inefficace, che non godeva del sostegno dei contadini, alla fine fallì e ridusse molto il sostegno al nuovo regime tra la popolazione rurale.
Il mantenimento dei piccoli appezzamenti in mani private mentre le grandi aziende agricole venivano convertite in cooperative non soddisfaceva i diversi settori dei contadini: i più ricchi intendevano acquistare più terra con i soldi accumulati durante la guerra, possibilità frustrata dal governo decisione e che generò all'avversione per il regime e alla tendenza a mantenere i propri risparmi e prodotti in attesa della sua caduta; i contadini senza terra si trovarono trasformati in impiegati statali con redditi incapaci di far fronte all'inflazione e alla scarsità di beni, disposti ad accettare solo la vecchia moneta imperiale, sempre meno forte. I tentativi dello Stato di alleviare la situazione barattando alcuni oggetti con altri prodotti agricoli favorirono i contadini più abbienti - quelli con eccedenze commerciali - provocando disillusione e antipatia degli agricoltori poveri nei confronti del governo.
L'abolizione della tassa sui piccoli appezzamenti, decretata per attirare i piccoli contadini e incoraggiarne la cooperazione nell'approvvigionamento urbano, si dimostrò controproducente; la misura infatti fece regredire il processo di nazionalizzazione di tali proprietà. Il provvedimento produsse anche l'indebolimento dei consigli nelle campagne, privati di fondi e costretti a recarsi a Budapest per finanziare le proprie attività. Un'altra misura disapprovata in agricoltura riguardava il mantenimento dei vecchi caposquadra e allevatori come consulenti tecnici - gli unici disponibili - per le nuove cooperative. Per i contadini, il nuovo regime li costrinse a lavorare per i vecchi padroni senza tentare di cambiare lo status quo, almeno in regioni dove non sembrava stessero semplicemente riprendendo le vecchie pratiche. Anche il personale inviato dal Commissariato all'agricoltura nelle aree rurali appariva estremamente carente, non aveva familiarità con il mondo rurale e spesso si lasciava andare a fenomeni di corruzione.
L'attacco alle chiese e ai parroci in alcune località o l'introduzione di una nuova moneta (il "libro bianco", perché stampato solo su un lato del disegno della banconota) accrebbero il malcontento delle fasce più umili, legati alle tradizioni, che in alcune zone sfociò addirittura in ribellioni.
Una misura finale, l'uso della forza e talvolta del terrore, per sopprimere le attività controrivoluzionarie nelle campagne, finì per eliminare ogni simpatia per il regime sovietico nell'ambito dell'agricoltura. Data la mancanza di approvvigionamento alimentare nelle città, il governo ordinò massicce requisizioni di raccolti: nelle aree rurali, si impiegarono bande di giovanissimi militanti comunisti organizzati nei centri urbani, i cosiddetti "Ragazzi di Lenin". Le bande di Szamuely, a volte incontrollate nonostante il suo zelo, causavano paura e ostilità con le loro esazioni nelle regioni in cui era stata rilevata l'opposizione, causando un aumento del malcontento generale. I tentativi al governo e all'esercito di eliminare gli eccessi dei gruppi dei più facinorosi non ebbero efficacia.
Complessivamente, la mancata distribuzione delle proprietà tra i contadini, le requisizioni e il ripristino dei prelievi resero i contadini ostili alla nuova repubblica, i quali innescarono una sequela di rivolte in scala più o meno ridotta. Agli errori del governo si aggiunsero l'analfabetismo, la brutalità e l'ignoranza prevalenti nelle campagne dopo secoli di dominio aristocratico e l'influenza della Chiesa cattolica, che favorì l'ostilità verso il nuovo regime. In sintesi, la distanza tra un regime fondamentalmente cosmopolita e più incline agli interessi urbani e la realtà contadina, tradizionalmente ostile alle città in generale, non favorì la fiducia nella repubblica sovietica.

### Corruzione
Nel tempo, la corruzione sempre più diffusa vanificò gran parte delle misure ufficiali e dei tentativi di riforma: lo stesso esecutivo dovette ammettere il deterioramento della morale pubblica e privata, la mancanza di scrupoli per ottenere una vita migliore e il crescente nepotismo, favoritismo, fenomeni di abuso di autorità e casi di furto.

## Popolazione prima della repubblica sovietica

### Settore primario
All'inizio del XX secolo, l'Ungheria si presentava come una regione prevalentemente agricola e sottosviluppata: il 60% della popolazione era impegnata nel settore primario. Circa il 15% possedeva del terreno anche se non ci viveva, mentre un altro 20% erano lavoratori urbani, circa la metà minatori e operai di fabbrica, mentre l'altra metà lavorava nel settore dei servizi, che includeva lavoratori domestici e occasionali.
Il rapporto dei contadini con la repubblica dipese fortemente e inevitabilmente dalla questione della proprietà privata. Un decreto datato 3 aprile nazionalizzava proprietà grandi e medie (appezzamenti di 75 acri o più) e le convertita in cooperative o fattorie statali, senza dunque ridistribuirle. Le reazioni a questo provvedimento sono difficilmente riassumibili: i pochi proprietari di aziende agricole colpite dall'esproprio (2-3% della popolazione rurale, seppur con notevole impatto generale nella fornitura di prodotti) manifestarono dissensi; un terzo dei proprietari di piccole e medie dimensioni, pur non essendo intaccato dalla riforma, temeva possibili misure successive e disprezzava l'anticlericalismo ufficiale che portò alla secolarizzazione delle scuole, allo scioglimento degli ordini religiosi o alla soppressione dell'educazione religiosa nelle scuole, ma si unì alle organizzazioni rivoluzionarie locali per moderare le sue misure; due terzi dei contadini poveri o dei braccianti a giornata (circa un terzo della popolazione del paese) lavoravano per proprietari di piccole tenute. Di quest'ultima categoria, i pochi organizzati e vicini ai socialisti sostenevano la repubblica e partecipavano attivamente alle istituzioni rivoluzionarie nelle campagne e nell'esercito, tra cui figuravano anche abitanti della parte di Transilvania occupata dalla Romania. Per molti altri, tuttavia, la decisione di non distribuire le terre espropriate causò disillusione nei confronti del regime sovietico.
La delusione e le ostilità crebbero nel tempo; alla penuria di prodotti industriali conseguì la crisi dei prodotti agricoli durante l'estate. La necessità di rifornire le città e le truppe costrinse il governo ad applicare requisizioni alimentari, che si scontrarono con la resistenza contadina. Il sostegno alla controrivoluzione crebbe tra i contadini più abbienti, in parte a causa della loro espulsione dagli enti governativi locali a maggio.

### Lavoratori urbani

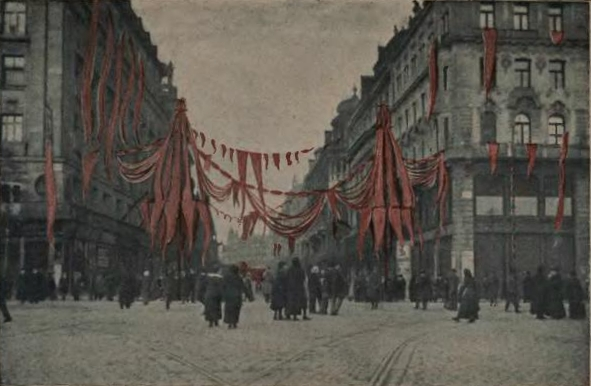
Budapest durante le celebrazioni del primo maggio, in cui si svolsero sontuose manifestazioni

I lavoratori delle città costituivano il principale sostegno della repubblica; la loro concentrazione nei principali agglomerati urbani e la relativa organizzazione conferiva loro una forza maggiore che semplicemente numerica. Il numero di lavoratori sindacalizzati crebbe costantemente dalla fine del 1918, ma mentre i socialisti attiravano principalmente i lavoratori qualificati, i comunisti attraevano quelli non qualificati e i più marginali. L'unione delle parti rafforzò il movimento operaio e sospese temporaneamente le controversie tra le due formazioni.

### Piccola borghesia
Sebbene in base alle disposizioni legislative solo le aziende con più di venti lavoratori fossero state nazionalizzate, in numerose occasioni questo limite non andò rispettato e le piccole imprese con pochi lavoratori subirono la stessa sorte di quelle più ampie. Se si pensa al fatto che simili provvedimenti investirono anche banche, industrie, alberghi, farmacie o cinema, oltre che svariati negozi, si comprende per quale motivo accrebbe l'ostilità dei piccoli e medi proprietari nei confronti della repubblica. A queste misure si aggiunsero altre come la confisca dei gioielli o l'alloggio delle famiglie della classe operaia nelle case della classe media.
Al contrario, nelle campagne, nelle regioni dove venivano rispettate le leggi di nazionalizzazione, alcuni piccoli proprietari, artigiani e commercianti si dichiaravano favorevoli alla piega presa dalla politica ungherese. Anche l'intellighenzia progressista, gli artisti o gli scienziati, gli insegnanti rurali e gli ufficiali sindacali e assicurativi sanitari erano in genere favorevoli.
Al contrario, ufficiali veterani, poliziotti e gendarmi, nonché sacerdoti delle varie religioni, sostennero fin dal principio i movimenti controrivoluzionari. Gli ufficiali erano un gruppo particolarmente prominente in opposizione al regime comunista e allo stesso tempo nelle sue forze armate: determinati a difendere i vecchi confini ungheresi, molti prestarono comunque servizio nelle unità repubblicane nonostante la loro opposizione ideologica al governo.

### Proprietari terrieri e capitalisti
La vecchia élite dominante, composta da proprietari terrieri e capitalisti industriali e commerciali, si oppose da subito alla realtà sovietica. I suoi principali rappresentanti lasciarono il paese nei primi giorni della repubblica e, a metà aprile, fondarono a Vienna il Comitato anti-bolscevico, noto anche come Comitato nazionale ungherese. L'organizzazione riuniva rappresentanti dei partiti politici tradizionali, compreso quello del dimesso Mihály Károlyi: più dell'80% dei membri era di estrazione aristocratica. D'altronde, prima ad Arad e poi a Seghedino, anche l'aristocratico e grande proprietario terriero Gyula Károlyi formò un governo rivale di Budapest nei primi giorni di maggio. Entrambi i centri controrivoluzionari cercarono di accattivarsi le simpatie dell'Intesa.

### Opposizione e repressione

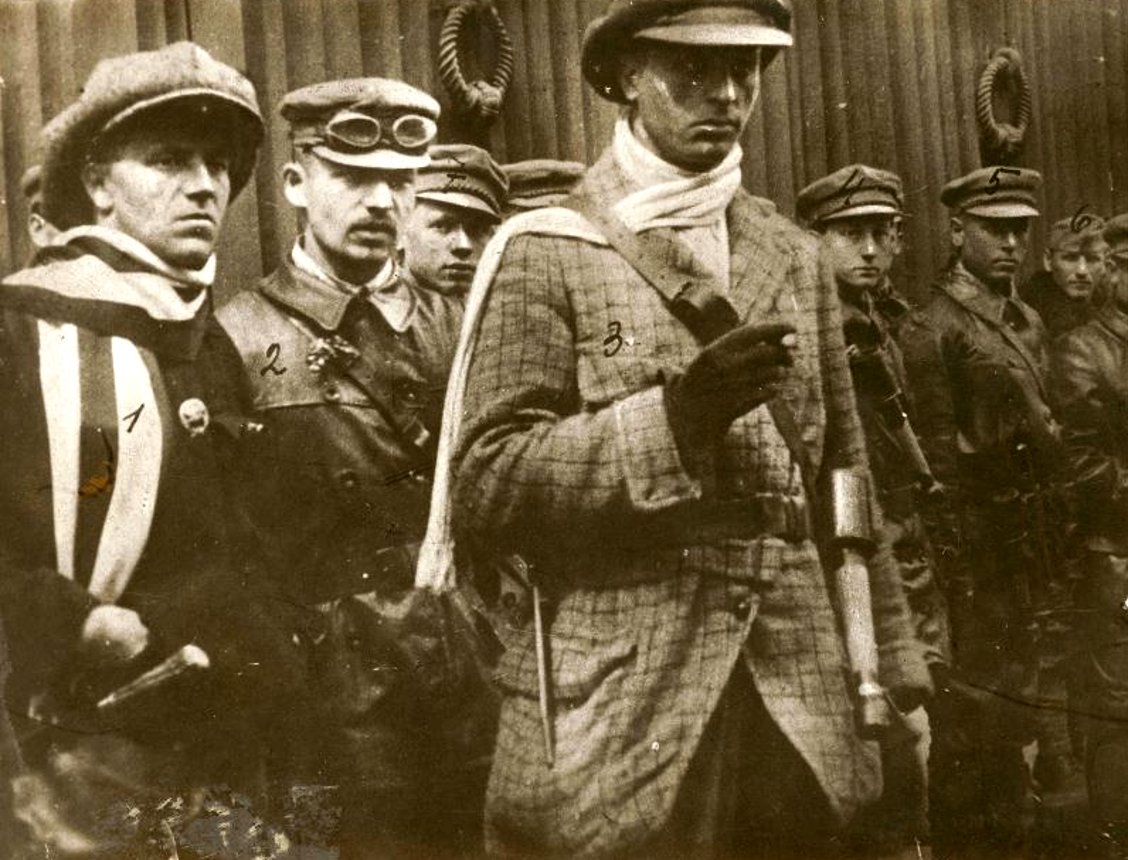
József Cserny e alcuni dei suoi "ragazzi di Lenin", una banda di circa 200 uomini armati, senza controllo governativo, seminarono il terrore in tutto il paese, provocando il discredito della repubblica sovietica da parte della popolazione

Considerando l'intera popolazione (meno la minoranza radicale) nemici di classe, il governo avviò una serie di misure per sottometterla, come la presa di ostaggi, la sorveglianza in luoghi pubblici o la tolleranza di bande armate incontrollate come quella del marinaio József Cserny, composta da criminali, opportunisti e sostenitori del governo, dediti all'estorsione e all'omicidio e, infine; la formazione dell'"Ufficio di ricerca politica" guidato da Ottó Korvin: questi eseguì numerosi arresti, scoprendo inoltre alcuni complotti politici e giustiziando alcuni dei cospiratori. Il governo allestì delle unità terroristiche, che viaggiavano per il paese a bordo di treni blindati allo scopo di scovare i focolai di rivoltosi sempre più attivi. Le misure di coercizione, tuttavia, non servirono a rafforzare la posizione di Budapest, ma, al contrario, la privarono del sostegno della classe media e di una fetta del proletariato. Già tre giorni dopo la proclamazione della repubblica, la legge marziale e la pena di morte furono proclamate per opposizione ai concili. Si instaurò un sistema di tribunali rivoluzionari di vaga giurisdizione, verosimilmente formati per giudicare l'opposizione alla repubblica e i cosiddetti nemici del popolo. Una successiva legge a metà maggio consentì processi sommari nelle zone di combattimento, di fatto nell'intero paese, consentendo alle bande di Szamuely di agire in maniera indiscriminata.
Gli elementi più ostili alla repubblica sovietica abbandonarono il territorio da essa controllato, trasferendosi in Austria o nell'area sotto il controllo militare francese nel sud del paese, si trasferirono nelle loro tenute (nel caso della nobiltà) o si unirono a circoli loschi. Tuttavia, non furono in grado di raccogliere un sostegno abbastanza forte per affrontare il governo di Kun. A Vienna fu formato il Comitato anti-bolscevico, che richiese più volte, inutilmente, l'invasione dell'Ungheria da parte delle truppe dell'Intesa. Nel sud, il 5 maggio si formò un governo controrivoluzionario ad Arad, presto trasferitosi a Seghedino sotto la protezione francese su richiesta delle autorità rumene, che disprezzavano l'atteggiamento irredentista.
Le rivolte ebbero luogo nel mese di aprile e a inizio maggio, in coincidenza con le vittorie romene al fronte e uno sciopero dei ferrovieri, che chiedevano la liberazione dal servizio militare e la formazione di un governo esclusivamente socialista, interrompendo le comunicazioni e isolando la capitale. Da metà maggio a metà giugno, il numero delle rivolte controrivoluzionarie raddoppiò rispetto ai mesi precedenti e la loro entità crebbe di gran lunga. L'esecutivo, tuttavia, riuscì a sopravvivere, stoppò l'offensiva rumena del 27 aprile e avviò un contrattacco, nonostante le rivolte contadine in una settantina di villaggi, in cui i ribelli cercarono di prendere il potere e distruggere o riprendere i prodotti requisiti in precedenza.

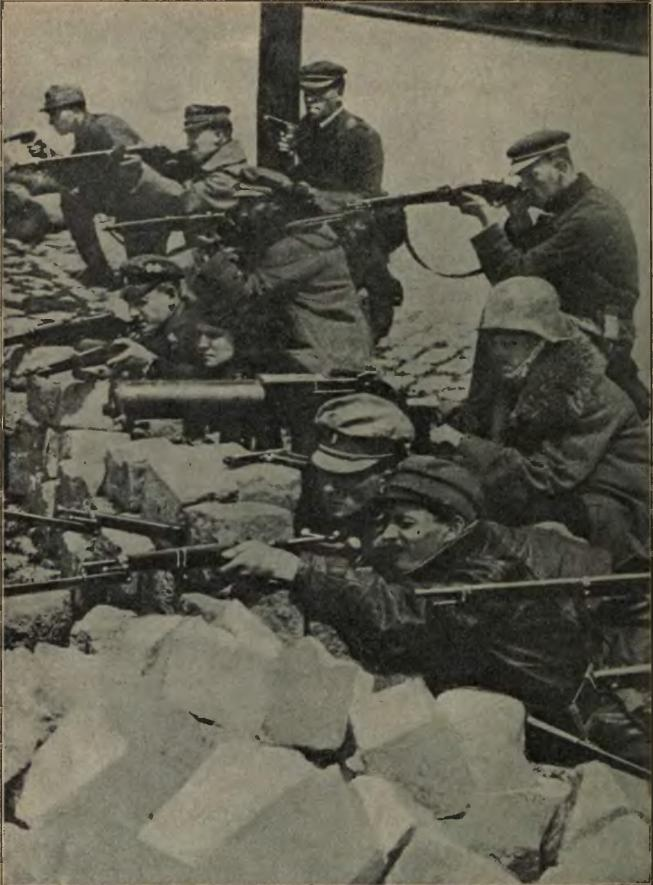
Truppe fedeli al governo affrontano i ribelli durante il tentativo di colpo di stato del 24 giugno 1919, sopraffacendoli nel giro di poche ore

Il 21 aprile prese forma la "Corte di giustizia sommaria", presieduta da Szamuely, che, insieme a distaccamenti armati, si distribuì in vari distretti affinché si reprimessero le insurrezioni, in tante occasioni senza incontrare la resistenza dei contadini in rivolta, tranne dove gli ufficiali avevano acceso le proteste. Delle 500 o 600 persone uccise o giustiziate durante la parentesi sovietica in Ungheria, il 73% erano contadini, il 9,9% ufficiali, l'8,2% borghesi e il 7,8% proprietari terrieri, senza contare gli aristocratici tra le vittime.
Il 5 giugno, 4.000 contadini marciarono su Sopron, ma furono respinti con pesanti perdite dalla guarnigione della città; il 24 giugno esplosero delle rivolte anti-governative sia nella capitale, da cadetti di un'accademia militare, che nelle province, ma furono rapidamente represse. La presenza lavoratori, sostenuti dai soli contadini più umili, decisamente non bastò, mentre invece il 24 giugno avvenne il tentativo più concreto di rovesciare il governo di Kun dall'interno, fallito perché mal coordinato e poco sostenuto. In origine, il colpo di stato avrebbe dovuto godere dell'appoggio dei socialdemocratici e della guarnigione della capitale, che controllavano, e che i controrivoluzionari volevano usare contro il gabinetto di potere per attuare in seguito una controrivoluzione completa. All'ultimo minuto, la controparte socialista si tirò indietro e la maggior parte dei cospiratori si rifiutò di insorgere senza di essa. Le ridotte unità finalmente disponibili non riuscirono a raggiungere i loro obiettivi e furono travolte dai soldati fedeli alla repubblica sovietica in poche ore. Come conseguenza della rivolta, tuttavia, diversi socialisti abbandonarono il governo, e si passò da trentasei commissari a undici.
Nel frattempo, i rappresentanti alleati a Vienna, senza il sostegno dei rispettivi governi, provarono a rovesciare Kun e a rimpiazzarlo con un nuovo esecutivo socialista guidato da Gyula Peidl.

## Dimissioni e dissoluzione della repubblica sovietica
Anche in virtù della sconfitta militare nell'est, il governo aveva perso da tempo il sostegno dei sindacati. Il 31 luglio, una riunione del consiglio sindacale con 46 esponenti di spicco presenti votò in merito al mantenimento del sistema sovietico: il risultato fu schiacciante, con soli tre voti favorevoli. Il risultato fu immediatamente comunicato a Kun, che il giorno prima si era rifiutato di dimettersi e aveva dichiarato che l'esercito sarebbe stato in grado di sostenere il fronte. Il Consiglio direttivo convocò quindi una riunione straordinaria del Consiglio dei lavoratori e dei soldati di Budapest per il giorno successivo.

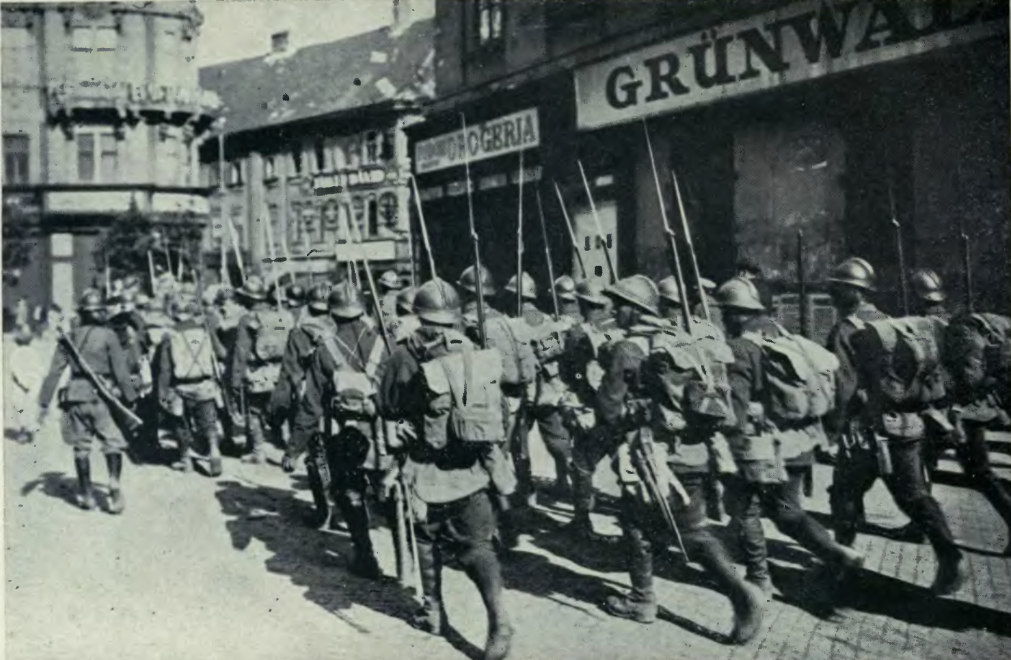
Le truppe rumene entrano a Budapest all'inizio di agosto, pochi giorni dopo l'abolizione della repubblica sovietica

Il 1 °agosto, il governo rassegnò il potere a un esecutivo composto da esponenti sindacali moderati durante la sessione del consiglio centrale dei lavoratori. Gyula Peidl, nuovo primo ministro, rifiutò di comparire davanti al consiglio, segno del loro rifiuto del sistema sovietico in quanto non aveva partecipato attivamente. Subito dopo le dimissioni, alcuni dei più importanti esponenti comunisti decisero di nascondersi, temendo linciaggi. Quella stessa notte, Kun ricevette la conferma che Vienna era disposta a concedere asilo a lui e ad alcuni dei suoi seguaci. Il presidente e alcuni degli ex commissari abbandonarono Budapest in due treni e arrivarono a Vienna nelle prime ore del 2 agosto, dopo essere stati presi d'assalto da folle anticomuniste sulla strada per la stazione nella capitale ungherese.
Il nuovo governo di Gyula Peidl, controllato dai socialdemocratici, ereditò quattro commissari dal precedente gabinetto di Kun, che diventarono ufficialmente di nuovo socialisti. Il 1º agosto, alla prima riunione ufficiale, fu solennemente abolita la repubblica sovietica e ripristinata la repubblica democratica: tra le altre misure, iniziò lo smantellamento dell'eredità sovietica. Essendo la guerra romeno-ungherese ancora in corso e constatate le fragilità interne, la notte del 2 agosto le forze rumene giunsero già a soli 20 km dalla capitale e, il pomeriggio successivo, le prime unità entrarono a Budapest. Privato del controllo effettivo delle poche unità rimaste, il nuovo esecutivo non fu in grado di impedire al grosso delle truppe rumene di entrare nella capitale il 4, le quali non dovettero nemmeno combattere. La Romania cercò invano di ottenere l'approvazione della Jugoslavia e della Cecoslovacchia ad allestire un governo fantoccio a Budapest dopo la sconfitta dei comunisti.